# کیمیاگر (مجموعه تلویزیونی ۱۳۸۷)
کیمیاگر یک مجموعه تلویزیونی به کارگردانی و نویسندگی محمدرضا ورزی محصول سال ۱۳۸٧ است.

## بازیگران
- منوچهر زنده‌دل در نقش زکریای رازی

- چنگیز وثوقی در نقش امیر احمد بن اسماعیل سامانی

- جمشید جهانزاده در نقش امیر منصور بن اسحاق سامانی (امیر ساماني ری)

- مسعود عجمی در نقش محمد بن یونس بخارایی

- سید محمد رفقی رکن‌الدین خجندی

- شیرین ایزدی در نقش رخشانه همسر پیشین زکریای رازی

- رویا شريف در نقش نازنین همسر امیر احمد بن اسماعیل سامانی

- نوشین علیزاده در نقش روشنک دختر سپهسالار سیمجور

- بابک والی در نقش ابن‌اصحاب از پزشکان دربار بخارا

- عباس‌علی محمدی در نقش ساسان باوندی

- آزاده شمس در نقش خدیجه

- سید محمد سعادت در نقش ابوعلی اسفراینی

- حسین اعتماد در نقش ابن قارن

- اصغر ضرابی احمد رازی

- ؟ در نقش ابوحاتم رازی

- ؟ در نقش ابن ربن طبری

## داستان
محمد بن زکریای رازی پس از درگیری خانوادگی، پدرش او را به بغداد می‌فرستد و پس از سال‌ها درس خواندن پزشکی هوشمند می‌شود و به ری برمی‌گردد. او به کمک فرمانروای سامانی بیمارستانی در ری پایه‌گذاری می‌کند و به درمان بیماران می‌پردازد. سپس از راه دانش شیمی که در گذشته به آن کیمیاگری می‌گفتند داروهای گوناگون و بسیاری را می‌سازد و با آن بیماری‌های مردم را درمان می‌کند و با پژوهش‌های فراوان الکل را به دست می‌آورد و سرآمد پزشکان دورهٔ خویش می‌شود.

## قسمت‌ها
| شم. کلی | شم. در فصل | عنوان                                | کارگردان     | Teleplay by  | تاریخ پخش اصلی |
| --- | ---------- | ------------------------------------ | ------------ | ------------ | -------------- |
| ۱ | ۱          | «رو به سوی بغداد»                    | محمدرضا ورزی | محمدرضا ورزی | اعلان‌نشده      |
| رخشانه و زکریای رازی از هم جدا می‌شوند و پدر زکریا که بازرگانی سرمایه‌دار است او را برای دانش‌اندوزی به بغداد می‌فرستد. او آنجا هم‌نشین کسانی چون ربن طبری می‌شود... |            |                                      |              |              |                |
| ۲ | ۲          | «بازگشت به ری و پایه‌گذاری بیمارستان» | محمدرضا ورزی | محمدرضا ورزی | اعلان‌نشده      |
| زکریای رازی با کوله‌باری از دانش به ری برمی‌گردد. رخشانه را در آستانه همسری ابوحاتم رازی می‌بیند. زکریا با همیاری امیر سامانی ری بزرگ‌ترین بیمارستان دوران را بنیاد می‌گذارد. کالبدشکافی‌ای که او روی پیکر مردگان انجام می‌دهد خشم و خیزش مردم خشک‌مغز را در پی می‌دارد که با روشنگری هم او به پایان می‌رسد و او از فریبکاری ابوحاتم نزد فرمانروای سامانی ری هم می‌رهد. |            |                                      |              |              |                |
| ۳ | ۳          | «رو به سوی بخارا»                    | محمدرضا ورزی | محمدرضا ورزی | اعلان‌نشده      |
| قسمت سه |            |                                      |              |              |                |
| ۴ | ۴          | «زندگی در بخارا»                     | محمدرضا ورزی | محمدرضا ورزی | اعلان‌نشده      |
| نازنین همسر امیر سامانی با پزشکان دربار که به زکریای رازی رشک می‌ورزند هم‌پیمان می‌شوند تا رازی در درمان ناکام شود و در پی آن امیر بمیرد. رازی با جوانی به نام محمد بن یونس رویارو می‌شود که خواستار شاگردی رازی‌ست. رازی برای درمان دختر سپهسالار; روشنک به خانه سپهسالار می‌رود و درمی‌یابد روشنک همان بیمار روانی است که در گورستان از روی کفن‌دزدی با رازی گل‌آویز شده‌است. |            |                                      |              |              |                |
| ۵ | ۵          | «آزادی از زندان»                     | محمدرضا ورزی | محمدرضا ورزی | اعلان‌نشده      |
| زکریای رازی به زندان می‌افتد. محمد بن یونس به سپهسالار سیم‌جور می‌گوید می‌توانم بی‌گناهی زکریا در بدتر شدن بیماری امیر را برایتان روشن کنم و اینگونه سپهسالار به بلعمی می‌گوید که زکریای رازی بی‌گناه است و زکریا آزاد می‌شود. بر پایه برنامه بلعمی محمد بن یونس با پنهان کردن دلبستگی‌اش به زکریا نزد انجمن پزشکان درباری می‌رود تا واکنش آنها درباره آزادی زکریا را ببیند. این پزشکان دوباره به داروهای زکریا چیزهایی می‌افزایند. این بار زهری کشنده که لو می‌روند چون کسانی در کمین‌شان نشسته بودند. به این پزشکان در زندان زهر داده می‌شود تا بمیرند امیر نازنین را بازخواست می‌کند و دستور می‌دهد برابر دیدگان همگان بر دار شود . زکریا اکنون با اندیشه آسوده با گفتار درمانی به سراغ روشنک می‌رود. |            |                                      |              |              |                |
| ۶ | ۶          | «درمان امیر و برگشت به ری»           | محمدرضا ورزی | محمدرضا ورزی | اعلان‌نشده      |
| زکریا رازی به دیدار امیر احمد بن اسماعیل سامانی می‌رود. زکریای رازی به روشنک می‌گوید می‌خواهد به‌ری برگردد. زکریای رازی امیر را تنها به گرمابه می‌فرستد و خودش برای درمان درون گرمابه می‌رود رازی در گرمابه امیر را می‌ترساند که می‌خواهم بکشمت امیر ناخودآگاه سرپا می‌شود و تازه در می‌یابد که درمان شده‌است. رازی به ری برمی‌گردد به دیدار رخشانه می‌رود و دوباره خواستگاری می‌کند و دوباره رخشانه با اینکه بیمار و رنجور است نمی‌پذیرد پس از چند روز رخشانه را به بیمارستان می‌برند او از رازی خواهش می‌کند که او را از مرگ برهاند ولی سرانجام رخشانه می‌میرد . |            |                                      |              |              |                |
| ۷ | ۷          | «بد رفتاری امیر ری با رازی»          | محمدرضا ورزی | محمدرضا ورزی | اعلان‌نشده      |
| محمد بن یونس بخارایی به زکریای رازی می‌گوید می‌خواهد همسری برگزیند ابوحاتم دوباره به بدگویی زکریای رازی نزد فرمانروای سامانی ری می‌پردازد و می‌گوید او زر فرآوری می‌کند و به آندلس می‌فرستد و زمین‌ها و دارایی‌های فراوان در آنجا دارد فرمانروا زکریا را فرا می‌خواند و بازخواست می‌کند که آن چیز شگفت (الکل) و دم و دستگاه‌های بسیار چیست که داری امیر ری کتاب طب منصوری را که سال‌ها پیش زکریای رازی نوشته و به او پیشکش کرده بود بر سر زکریا می‌کوبد و ابوحاتم شادمان می‌شود و زکریا در پی این کوبیدن کم‌بینا می‌شود و در بستر بیماری‌ای می‌افتد که فرجامش مرگ است. |            |                                      |              |              |                |